# Henryk Siemiradzki
Henryk Hektor Siemiradzki (in russo Генрих Ипполитович Семирадский?, Genrich Ippolitovič Semiradskij; 24 ottobre 1843 – Strzałków, 23 agosto 1902) è stato un pittore polacco, ricordato perlopiù per la sua monumentale arte accademica.
È particolarmente conosciuto per la produzione di dipinti ambientati nel mondo antico greco-romano e del Nuovo Testamento, che si trovano attualmente nelle gallerie nazionali della Polonia, dell'Ucraina e della Russia.
Molti dei suoi quadri ritraggono immagini dell'antichità, spesso scene pastorali, oppure rappresentano la vita dei primi cristiani. Ha dipinto anche quadri a tema storico e biblico, paesaggi e ritratti. Tra le sue opere più note si ricordano anche il monumentale sipario per il teatro dell'opera di Leopoli e quello per il teatro Juliusz Słowacki di Cracovia.

## Biografia
Siemiradzki nacque in una famiglia nobile polacca da Hipolit Siemiradzki, un ufficiale dell'Armata imperiale russa, e da Michelina (nata Prószyńska) a Novobelgorod (l'attuale Pečenihy nell'oblast' di Charkiv, in Ucraina), dove era stanziato il reggimento di suo padre. La famiglia era originaria della città di Radom e derivava il suo nome dal villaggio di Siemiradz. Uno dei rami della famiglia si era stabilita nel tardo XVII secolo vicino a Navahrudak e il nonno di Henryk era stato podkomorzy del distretto di quella città. I suoi genitori erano amici della famiglia di Adam Mickiewicz. Studiò presso il ginnasio di Charkiv, dove imparò a dipingere sotto la guida dell'insegnante della scuola, D.I. Besperchy, precedentemente allievo di Karl Brjullov. Frequentò la scuola di fisica e matematica dell'Università di Charkiv e qui studiò, con grande interesse, scienze naturali, ma nel frattempo continuava a dipingere.

### Carriera artistica

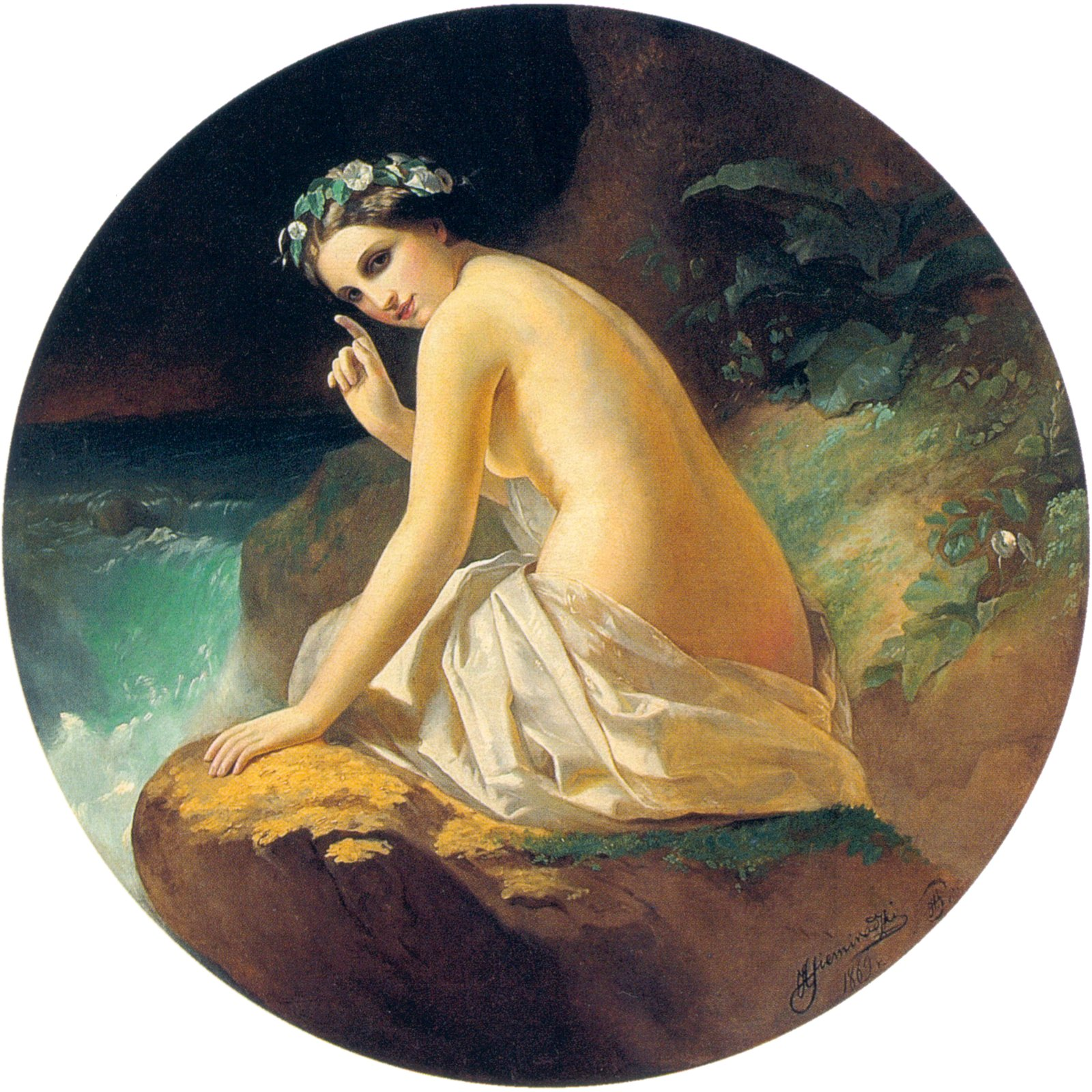
Ninfa (Galleria d'Arte di Leopoli)

Dopo essersi laureato, abbandonò gli studi scientifici e si trasferì a San Pietroburgo per studiare pittura all'Accademia Imperiale d'Arte negli anni 1864-1870. Dopo la laurea ottenne anche una medaglia d'oro. Nel 1870-1871 lavorò a Monaco presso il pittore Karl von Piloty e nel 1872 si spostò a Roma, dove aprì un suo studio in Via Gaeta, mentre trascorreva le estati a Strzałkowo, vicino a Częstochowa, in Polonia.
Nel 1873 ricevette il titolo di Accademico dall'Accademia Imperiale d'Arte, per il suo dipinto Cristo e un peccatore, basato su una poesia di Aleksej Konstantinovič Tolstoj. Nel 1878 ricevette la Legion d'onore e una medaglia d'oro dall'Esposizione Universale di Parigi di quell'anno per il dipinto Vaso di fiori. Tra il 1876 e il 1879 Siemiradzki si occupò degli affreschi della Cattedrale di Cristo Salvatore di Mosca. Nel 1879 offrì la sua opera più conosciuta, Pochodnie Nerona (Le torce di Nerone), dipinto nel 1876, all'appena costituita Museo nazionale di Cracovia. Attualmente si trova nella Sala Semiradzki del Museo del Mercato dei Tessuti di Cracovia. Nel 1893 circa Siemiradzki dipinse due grandi quadri per il Museo statale di storia di Mosca e nel 1894 creò il monumentale sipario per il teatro Juliusz Słowacki di Cracovia.
Morì nel 1902 a Strzałków e fu sepolto originariamente a Varsavia, ma in seguito i suoi resti furono trasferiti nel Pantheon Nazionale di Skałka, a Cracovia.

### Le pitture monumentali di Siemiradzki
I dipinti di Henryk Siemiradzki, che hanno dimensioni molto elevate e sono stati perlopiù influenzati dall'Académie des Beaux-Arts francese, sono in mostra nei musei nazionali della Polonia, della Russia e dell'Ucraina, soprattutto al Museo del Mercato dei Tessuti, al Museo Nazionale di Poznań, alla Galleria Nazionale d'Arte di Leopoli, alla Galleria Tret'jakov e in altri luoghi.

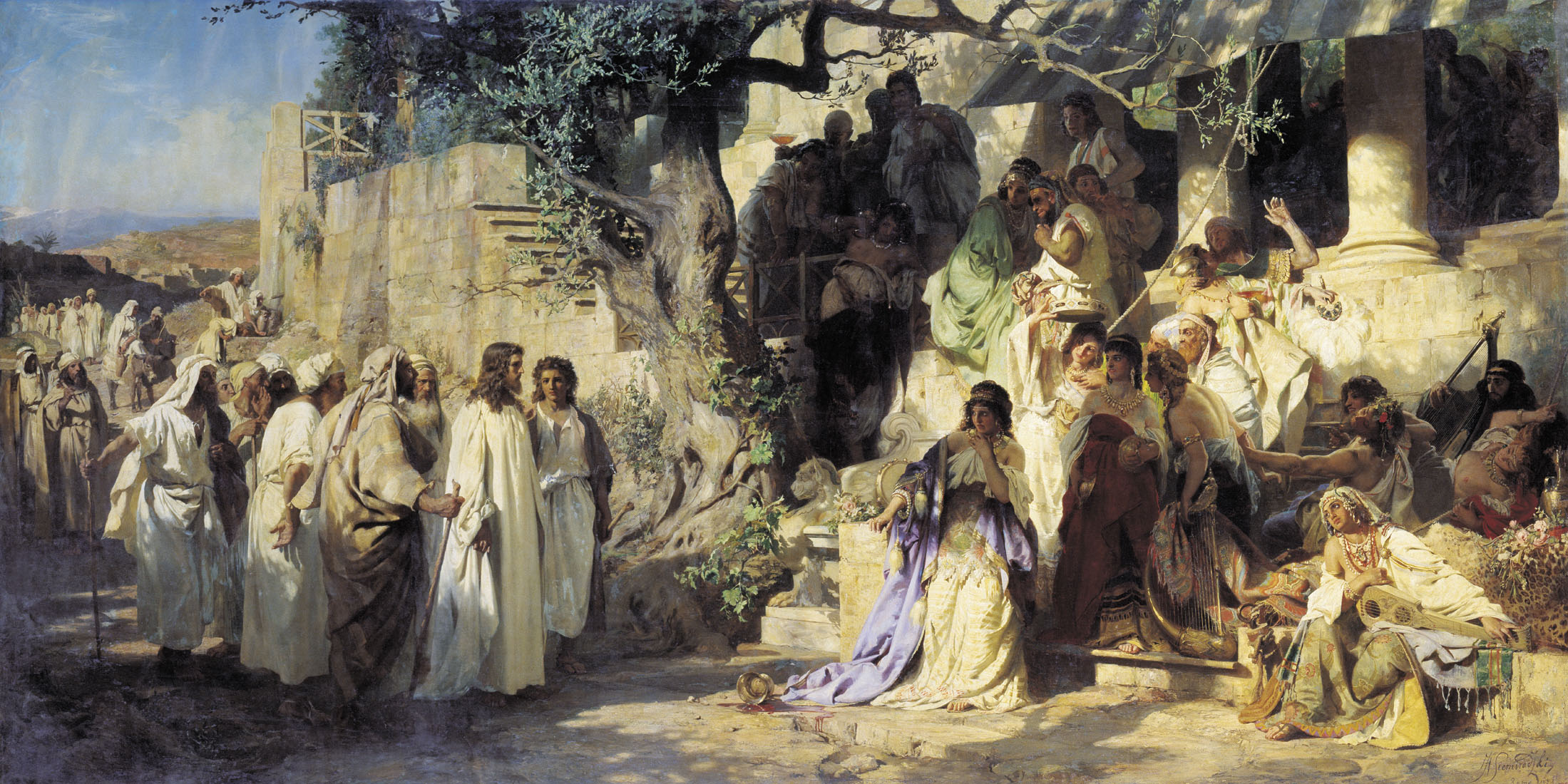
Cristo e un peccatore, versione del 1875
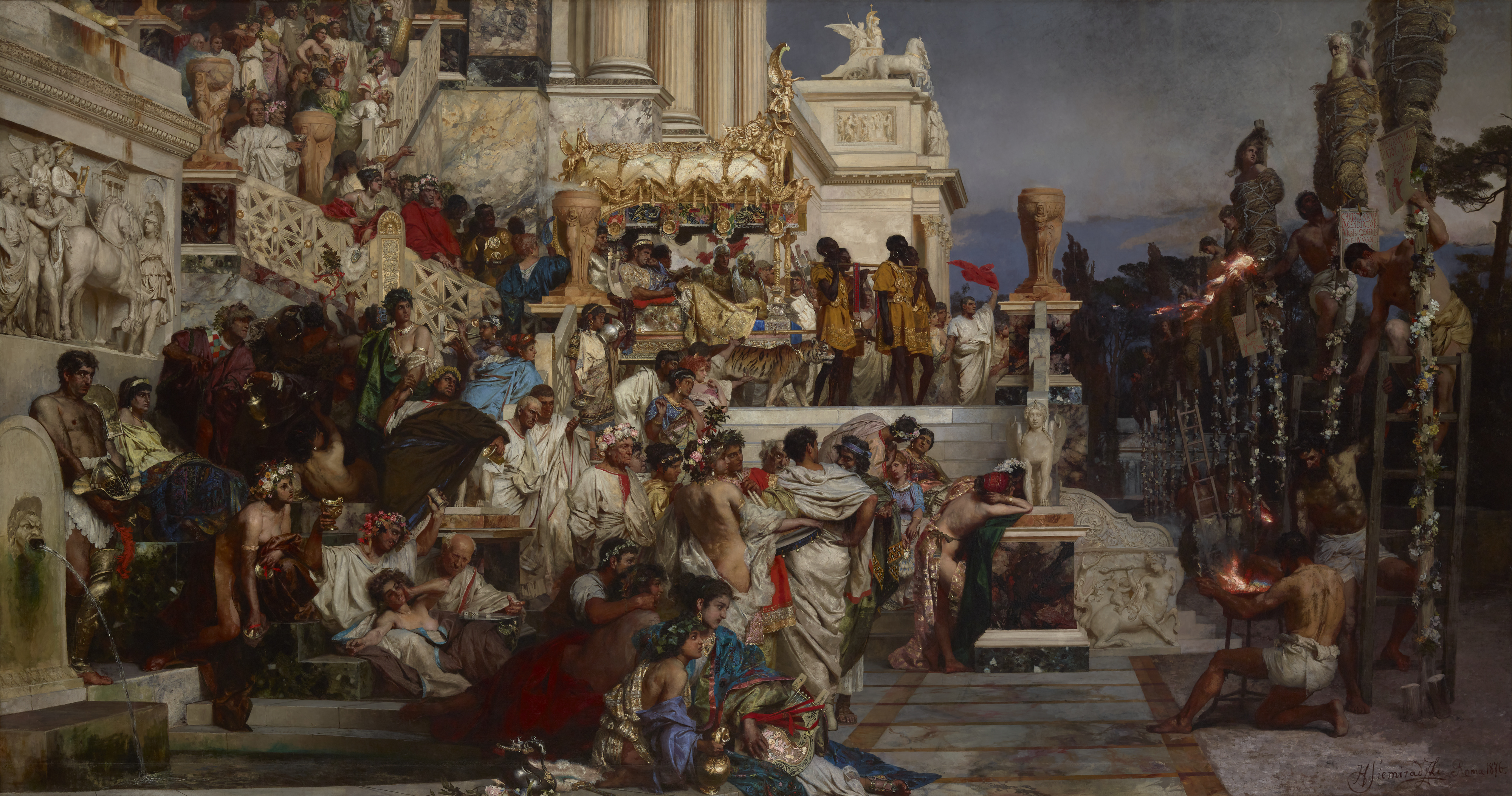
Le torce di Nerone, 1877
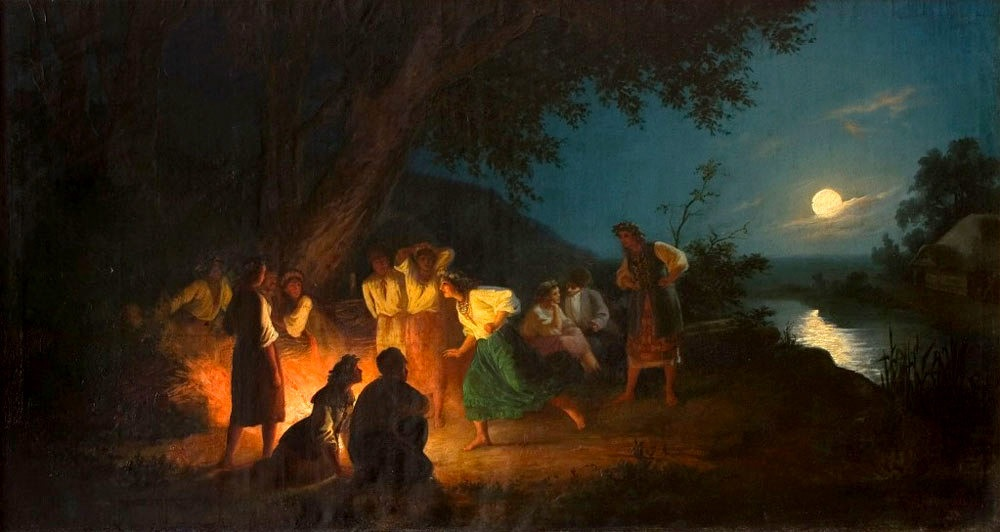
Notte della vigilia di Ivan Kupala, 1880 circa
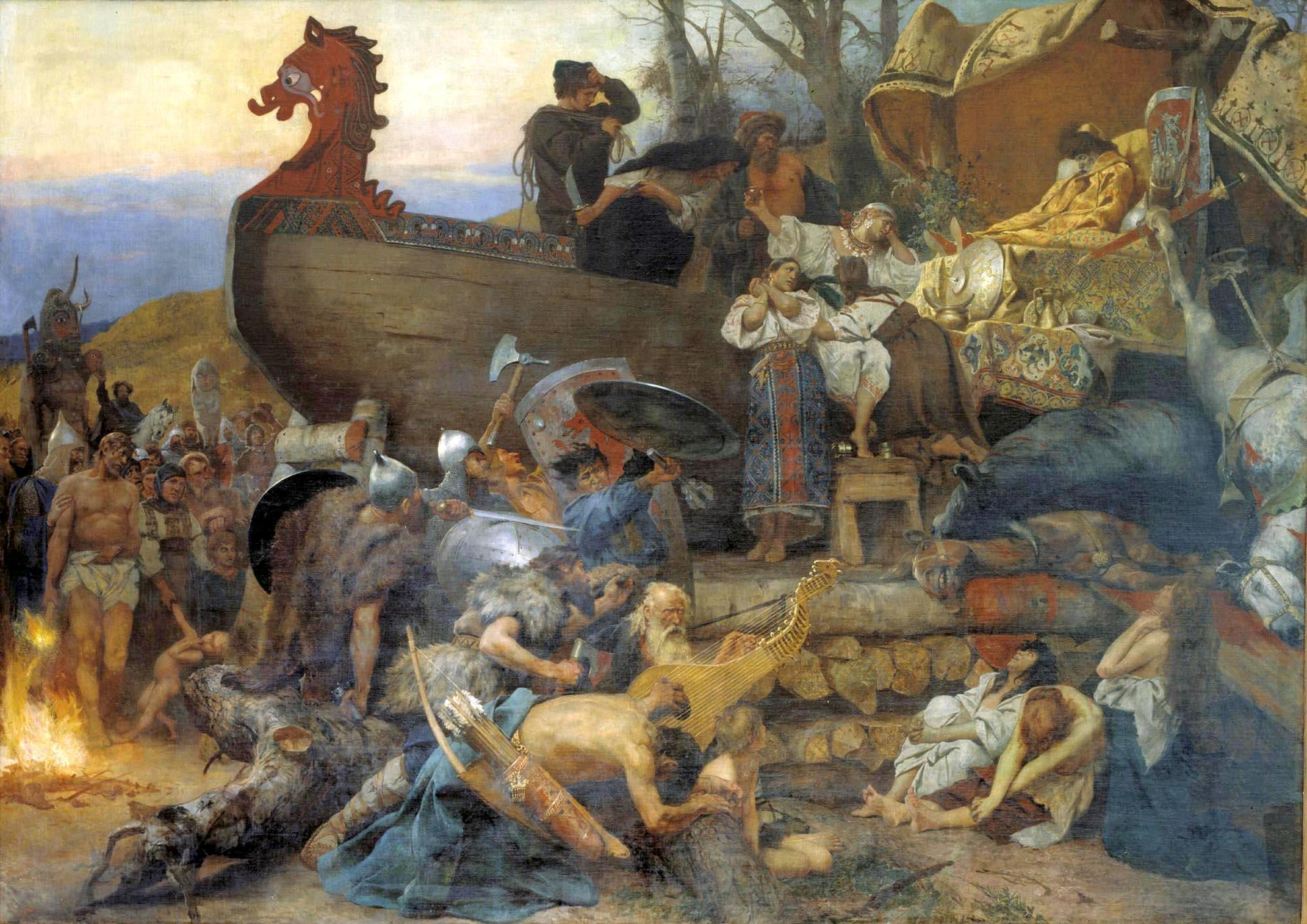
Sepoltura di un capo Vichingo, 1883
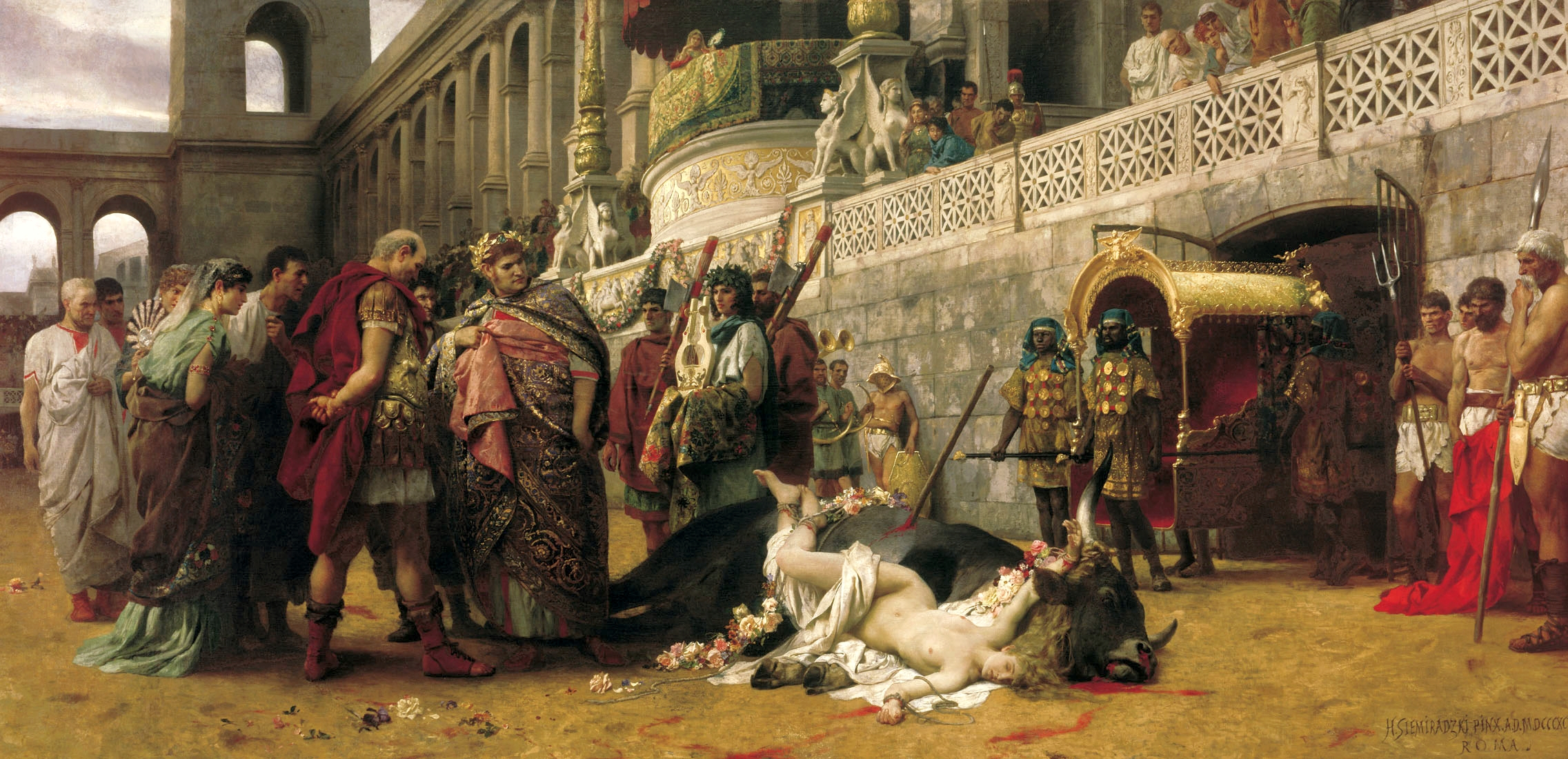
Una Dirce cristiana, 1897
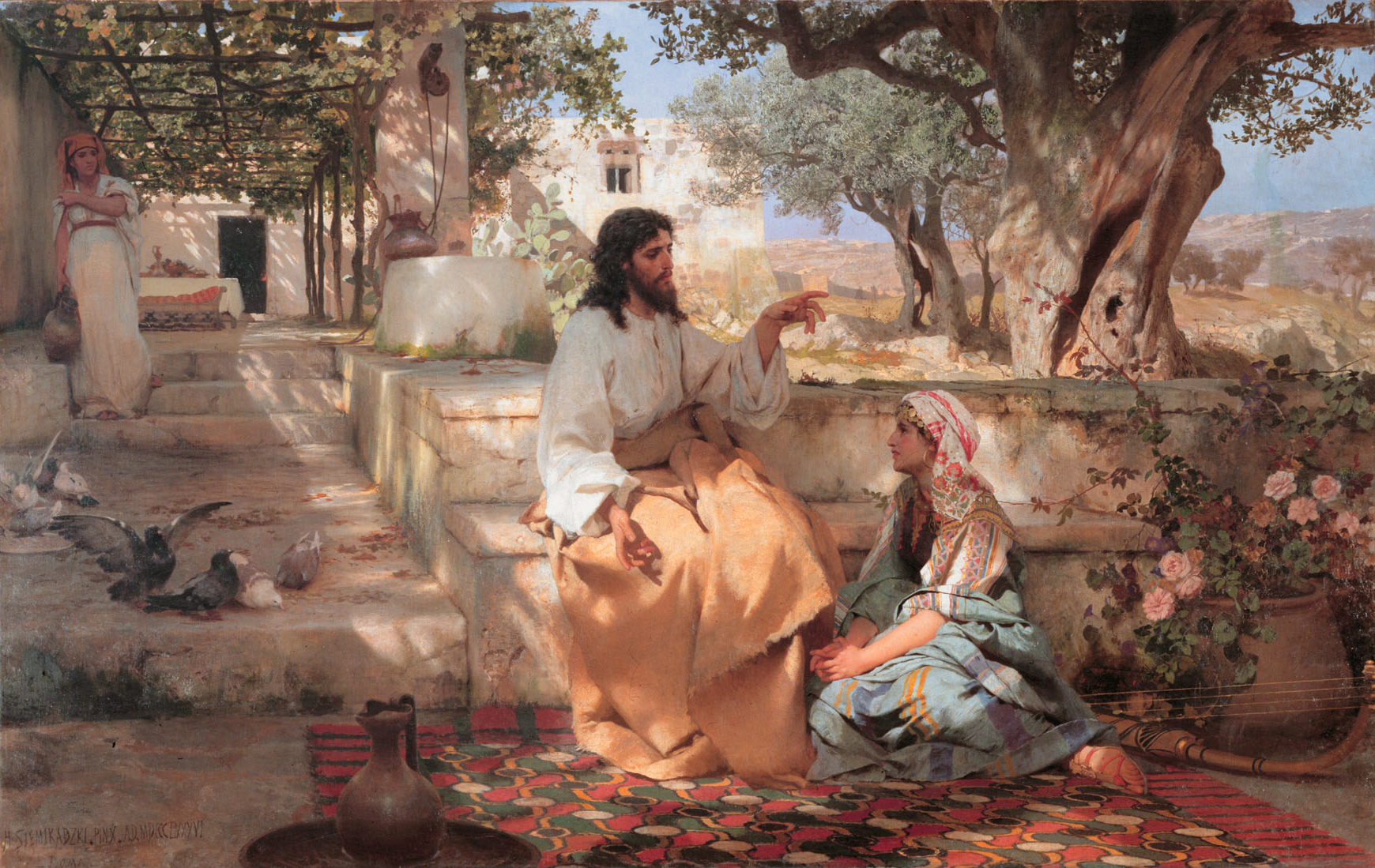
Cristo con Marta e Maria, 1886
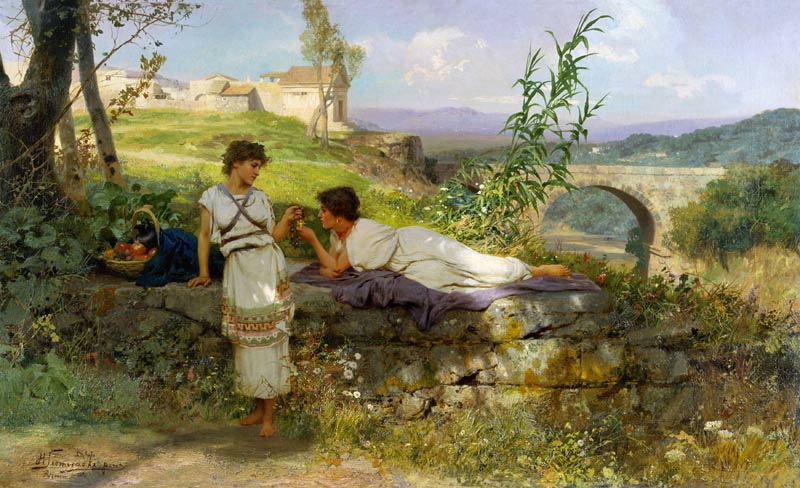
Il Talismano, 1880 circa
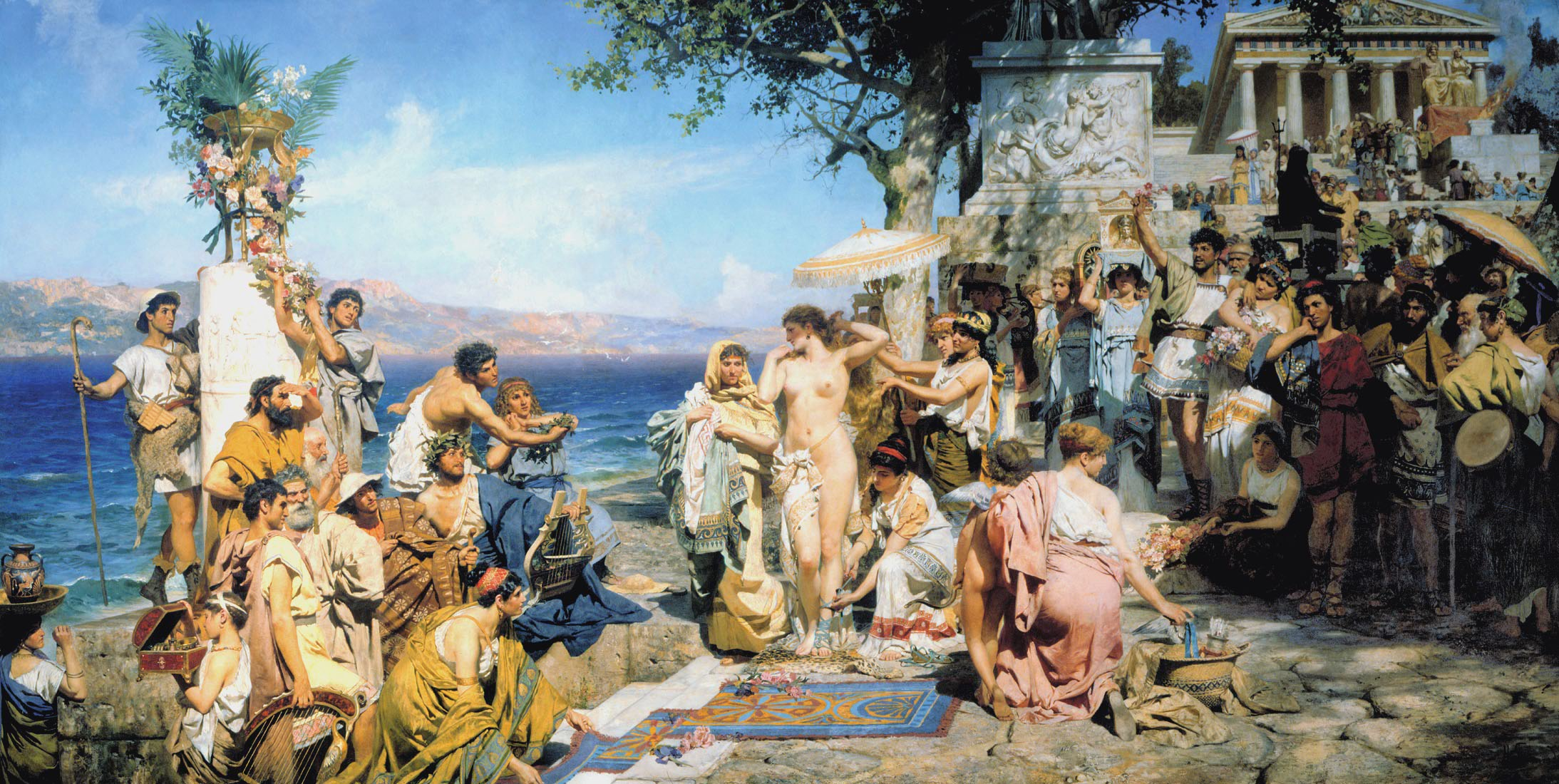
Frine alle feste di Poseidone a Eleusi, 1889
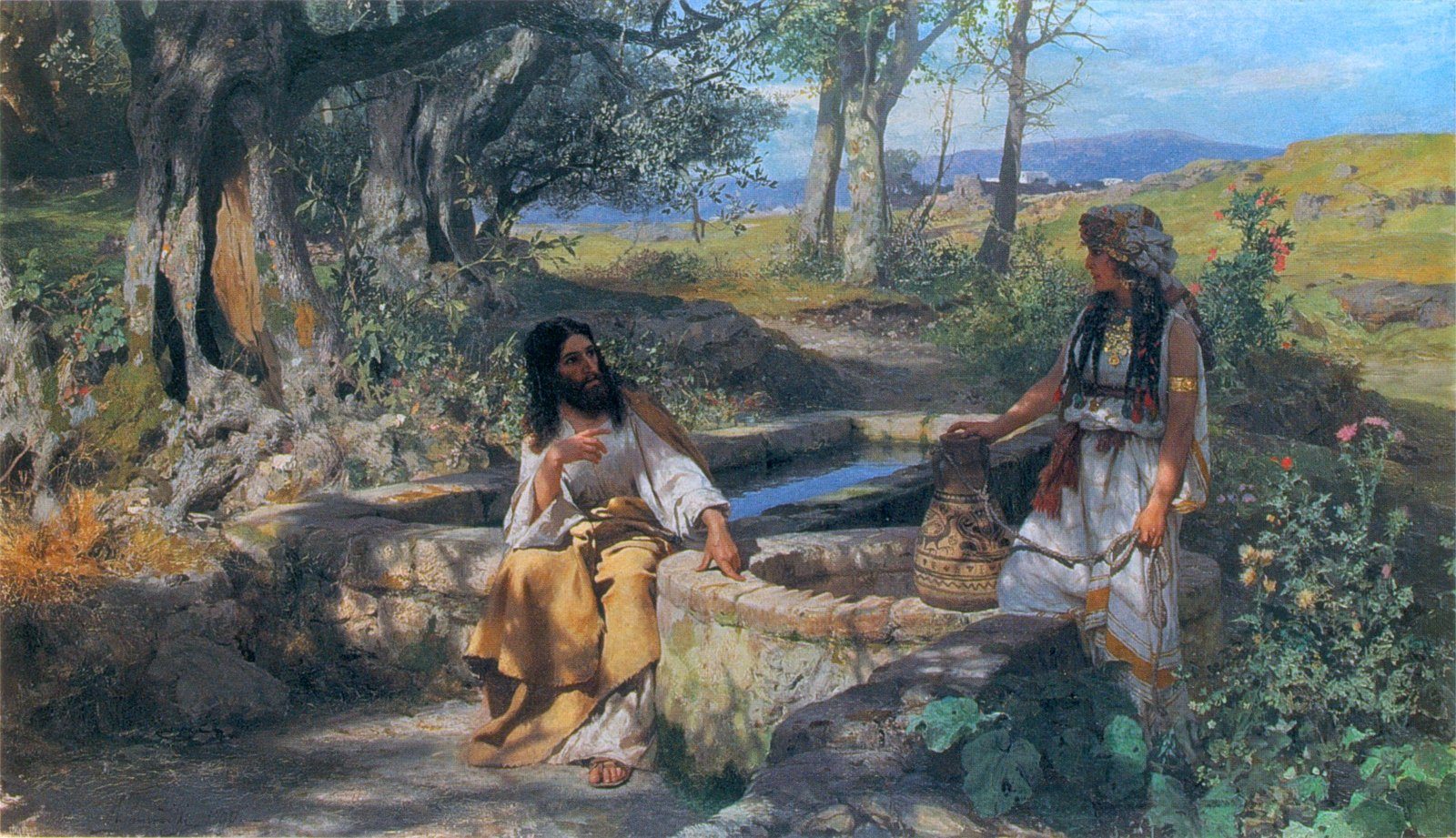
Cristo e la Samaritana, 1890
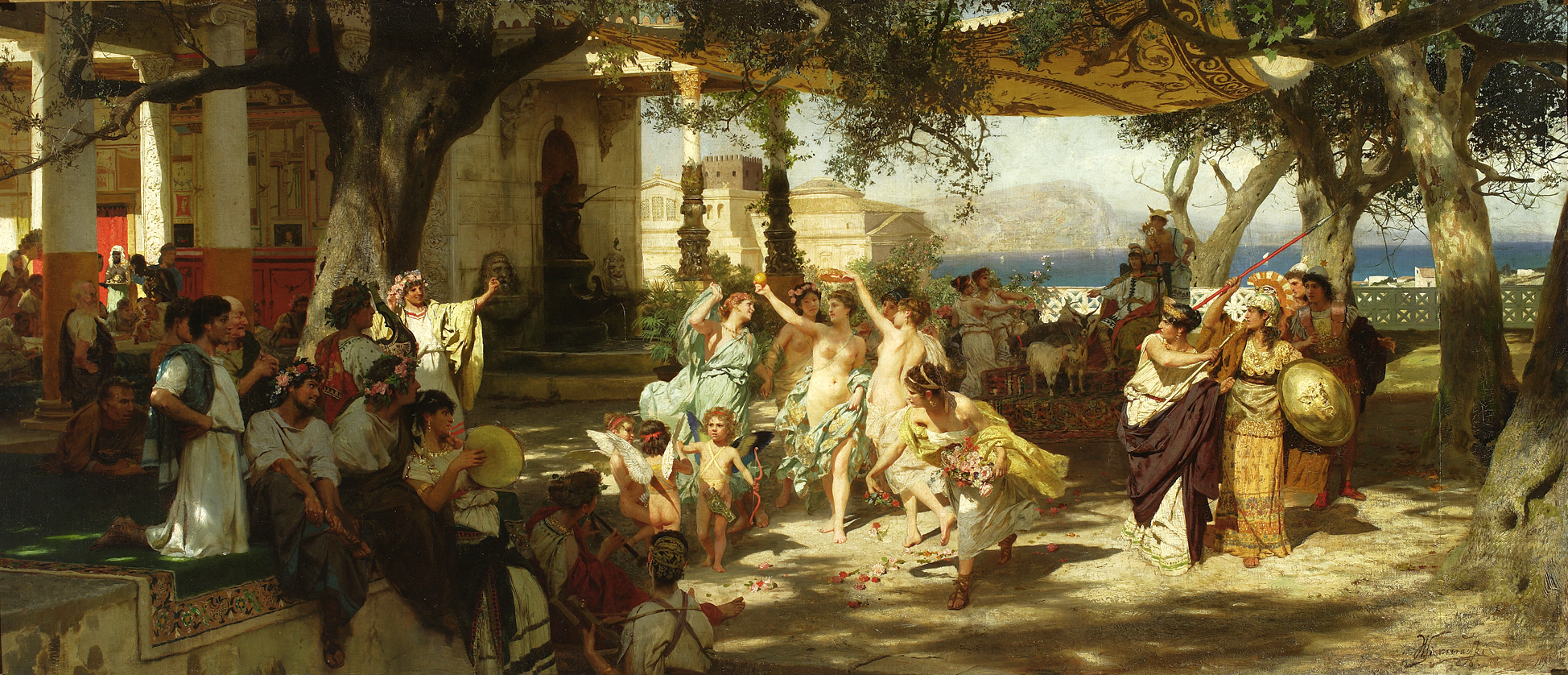
Il giudizio di Paride, 1892

Teatri
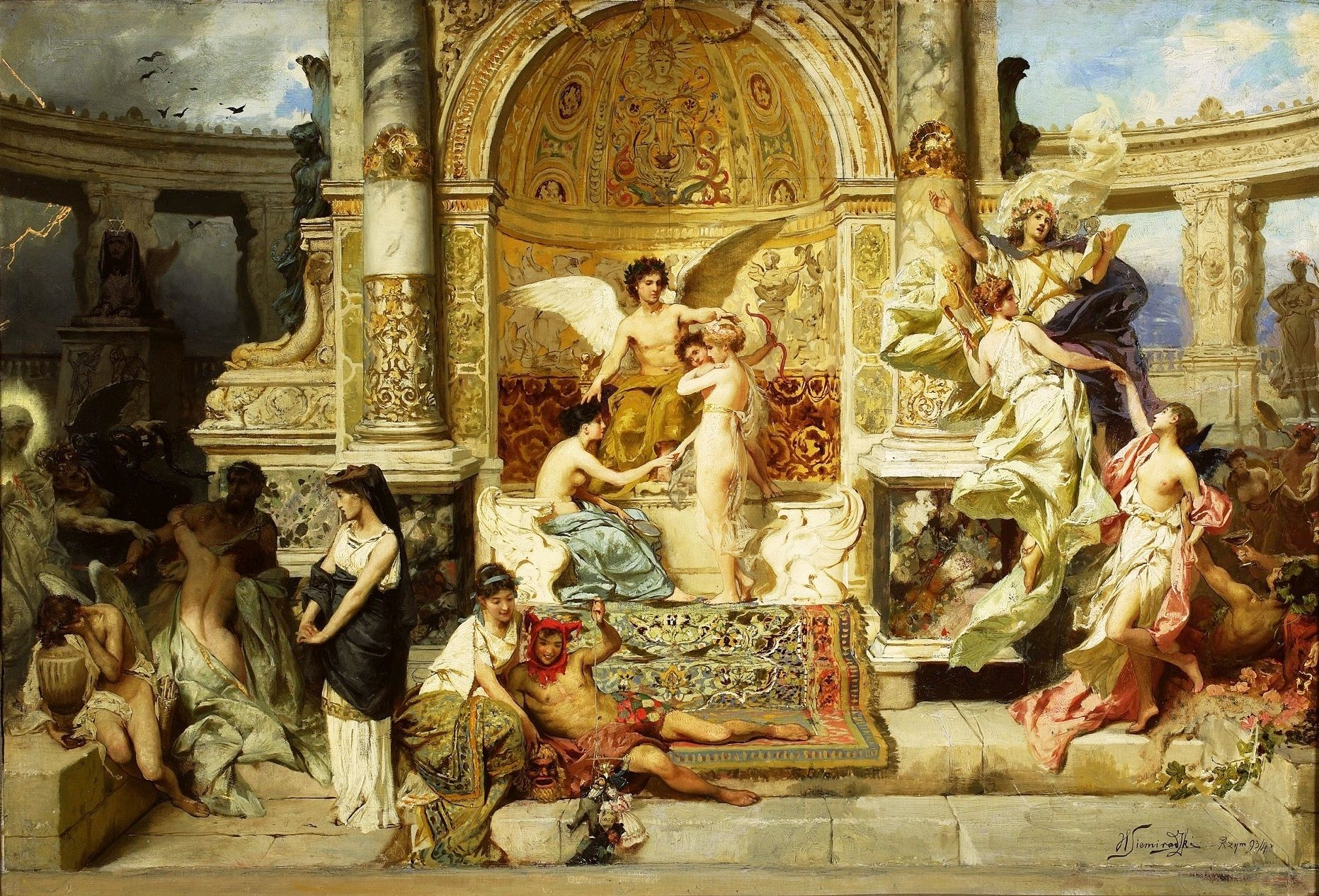
Sipario per il teatro Juliusz Słowacki a Cracovia
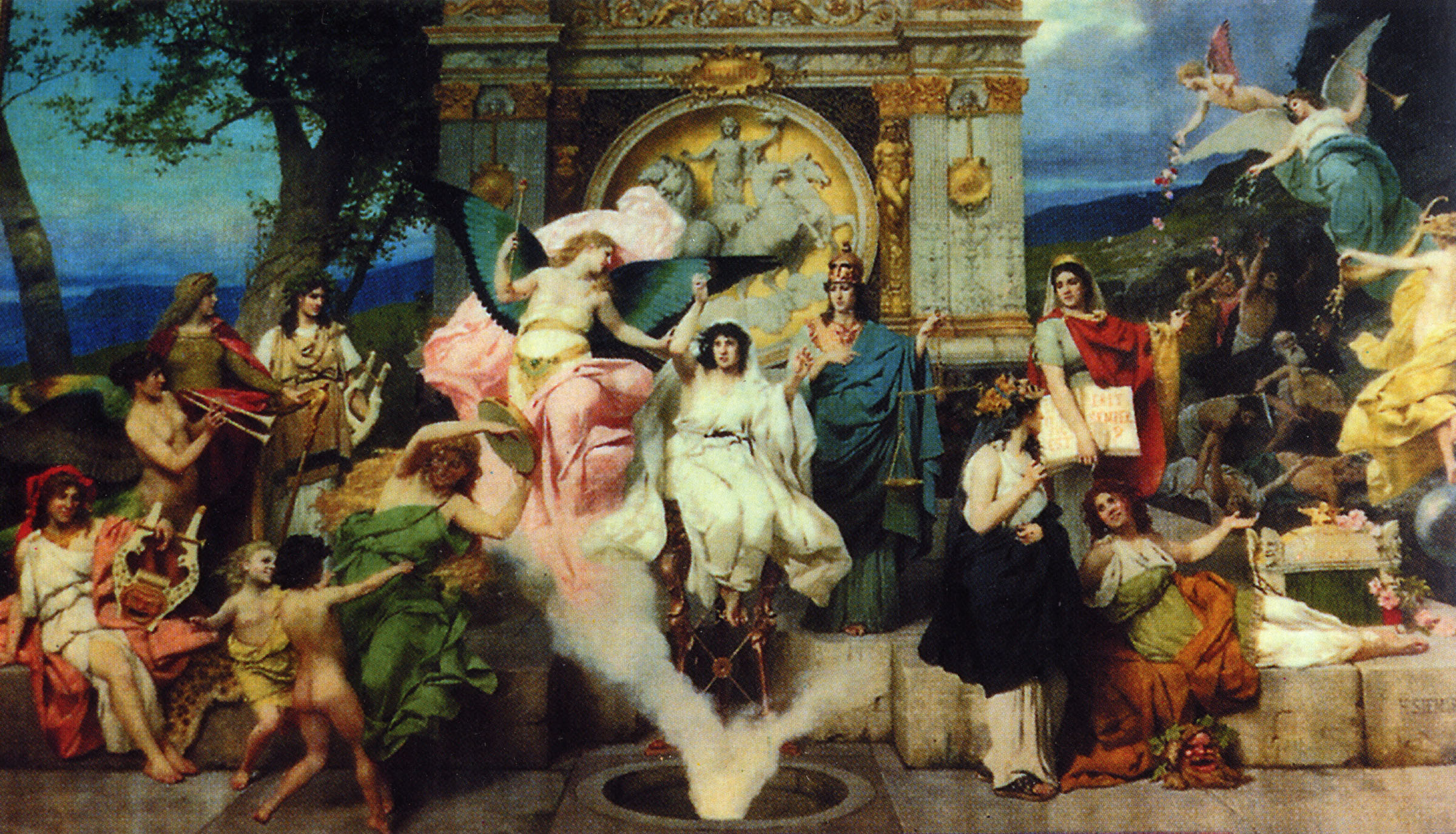
Sipario per il Teatro dell'Opera di Leopoli

### Omaggi
C'è una galleria d'arte moderna che porta il suo nome presso l'Università di Charkiv, nell'omonima città, in Ucraina. Sempre a Charkiv si trova inoltre una targa alla sua memoria.